# Amphilepis platytata
Amphilepis platytata är en ormstjärneart som beskrevs av Hubert Lyman Clark 1911. Amphilepis platytata ingår i släktet Amphilepis och familjen sköldormstjärnor. Inga underarter finns listade i Catalogue of Life.